# Исакссон, Пребен
Пребен Исакссон (дат. Preben Isaksson; 22 января 1943, Копенгаген, Дания — 27 декабря 2008; Греве, Дания) — датский трековый велогонщик. Бронзовый призёр летних Олимпийских игр 1964 года в Токио на треке в индивидуальной гонке преследования.

## Достижения
1961
1-й  Чемпион Дании — Индивидуальная гонка преследования (любители)
1962
1-й  Чемпион Дании — Индивидуальная гонка преследования (любители)
1-й  Чемпион Дании — Командная гонка преследования (любители)
2-й  Чемпионат мира — Командная гонка преследования (любители)
1963
1-й  Чемпион Дании — Командная гонка преследования (любители)
3-й  Чемпионат мира — Командная гонка преследования (любители)
1964
1-й  Чемпион Дании — Командная гонка преследования (любители)
3-й  Летние Олимпийские игры — Индивидуальная гонка преследования
1965
1-й  Чемпион Дании — Индивидуальная гонка преследования (любители)
3-й  Чемпионат мира — Индивидуальная гонка преследования (любители)
1966
1-й  Чемпион Дании — Командная гонка преследования (любители)
1967
1-й  Чемпион Дании — Командная гонка преследования (любители)